# Plutarchia indefensa
Plutarchia indefensa (лат.) — вид наездников рода Plutarchia из семейства эвритомиды (Eurytomidae, Chalcidoidea). Индия и Шри-Ланка.

## Описание
Мелкие наездники (длина самок 1,67—2,7 мм). Тело чёрное с несколькими коричневыми отметинами; скапус усика и ноги частично желтовато-коричневые, лапки жёлтые. От близких видов отличается следующими признаками: линия, разделяющая первый и второй тергиты брюшка дорсально неотчётливая (отчётливая у Plutarchia neepalica); скапус светлый желтовато-коричневый (коричневато-чёрный у Plutarchia malabarica). Проподеум без отчётливого срединного киля.

## Таксономия
Вид был впервые описан в 1860 году по типовым материалам из Шри-Ланки под названием Eurytoma indefensa Wallker, 1860.